# Эстена (река)
Эстена (исп. Río Estena) — река в Испании, является правым притоком реки Гвадианы. Длина реки — 77 км, площадь водосборного бассейна — 578 км².
Исток находится в Толедских горах, впадает в водохранилище Сиджара. Течёт по национальному парку Кабанерос.